# Plaisance von Antiochia
Plaisance von Antiochia (* 1235/36; † 22. oder 27. September 1261) war eine Königin von Zypern sowie Regentin des Königreichs Zypern und des Königreichs Jerusalem.
Plaisance war eine Tochter des Fürsten Bohemund V. von Antiochia und der Lucienne di Segni. Im September 1250 wurde sie mit König Heinrich I. von Zypern verheiratet, der bereits 1253 starb. Er hinterließ das Königreich ihrem gemeinsamen Sohn Hugo II., für den Plaisance die Regentschaft auf Zypern übernahm. Von ihrem Mann erbte sie zugleich die Regentschaft über Jerusalem. Nach dem Osterfest 1254 arrangierte der Bailli von Jerusalem, Johann von Ibelin-Arsuf, die Ehe seines Sohnes Balian mit Plaisance, die allerdings am 28. August 1255 von Papst Alexander IV. wegen zu naher Verwandtschaft für unrechtmäßig erklärt wurde, worauf sich das Paar wieder trennte. Plaisance suchte nun eigenhändig nach einem neuen Ehemann und bat 1256 bei König Heinrich III. von England um eine Ehe mit dessen Sohn Edmund Crouchback. Dieses Eheprojekt scheiterte allerdings am Widerstand der Barone Jerusalems, denn Edmund Crouchback wurde im Vorjahr vom Papst mit dem Königreich Sizilien beliehen, dessen rechtmäßiger König Konradin von Hohenstaufen war. Da dieser auch der nominelle König von Jerusalem war, wurde Edmund Crouchback von den Baronen folglich als inakzeptabel als Ehemann ihrer Regentin erachtet.
Da sich Plaisance vornehmlich auf Zypern aufhielt, hatte sie trotz ihrer Position keinen Anteil an der Regierung auf dem Festland, wo 1256 der Krieg von St. Sabas ausgebrochen war, der sich zu einem Bürgerkrieg zwischen den Baronen des Königreichs und der Ritterorden ausweitete. Im Februar 1258 wurde Plaisance von ihrem Bruder, Bohemund VI. von Antiochia, in das von Zerstörung gezeichnete Akkon geleitet, wo sie die Barone und die Ritterorden zum Haute Cour einberief. Die Versammlung einigte sich schließlich auf ein Ende des bewaffneten Kampfes untereinander. Weiterhin gelang es der Regentin hier, die Barone zur Anerkennung ihres unmündigen Sohns, Hugo II. von Zypern, als rechtmäßigen Erben Jerusalems nach König Konradin zu bewegen. Unterstützt von dem Grafen Johann von Jaffa, den Templern und den Deutschrittern versuchte sie sogar eine vorzeitige Absetzung Konradins als König zugunsten ihres eigenen Sohnes zu erwirken. Der Hospitaliterorden, Philipp von Montfort und verschiedene Juristen erklärten sich dagegen, weshalb am Königtum Konradins festgehalten wurde.
Plaisance bestätigte Johann von Arsuf im Amt des Bailli. Nachdem er aber gegen Jahresende 1258 gestorben war, setzte sie am 1. Mai 1259 Geoffroy de Sergines in das Amt ihres Stellvertreters ein.
Zu der Zeit wurde Plaisance offenbar – gegen den Willen des neuen Patriarchen Jacques Pantaleon – die Geliebte des Grafen Johann von Jaffa.
Plaisance starb 1261; als Regent von Zypern folgte ihr Cousin und Neffe ihres Mannes, Hugo von Antiochia, nach. In der Nachfolge in der Regentschaft über Jerusalem brach ein Konflikt innerhalb ihrer Verwandtschaft aus, weshalb zunächst der Bailli Geoffroy de Sergines dieses Amt übernahm.